# Brazilia v Germania (Campionatul Mondial de Fotbal 2014)
Brazilia versus Germania a fost un meci de fotbal care a avut loc pe 8 iulie 2014, pe Estádio Mineirão din Belo Horizonte, Brazilia, și care a contat pentru semifinalele Campionatului Mondial de Fotbal 2014. Ambele echipe au ajuns în această fază a competiției fără a fi învinse. Meciul s-a terminat cu o înfrângere șocantă a Braziliei; Germania conducea cu 5–0 la pauză, marcând 4 goluri în decursul a doar 6 minute (între minutul 23' și 29'). Ulterior Germania a majorat scorul până la 7–0 în repriza secundă, înainte ca Brazilia să marcheze un gol în ultimul minut regulamentar de joc, meciul terminându-se cu scorul de 7–1 în favoarea germanilor. Jucătorul german Toni Kroos a fost ales ”omul meciului”. Meciul a fost arbitrat de o brigadă de arbitri CONCACAF, condusă de la centru de mexicanul Marco Rodríguez.

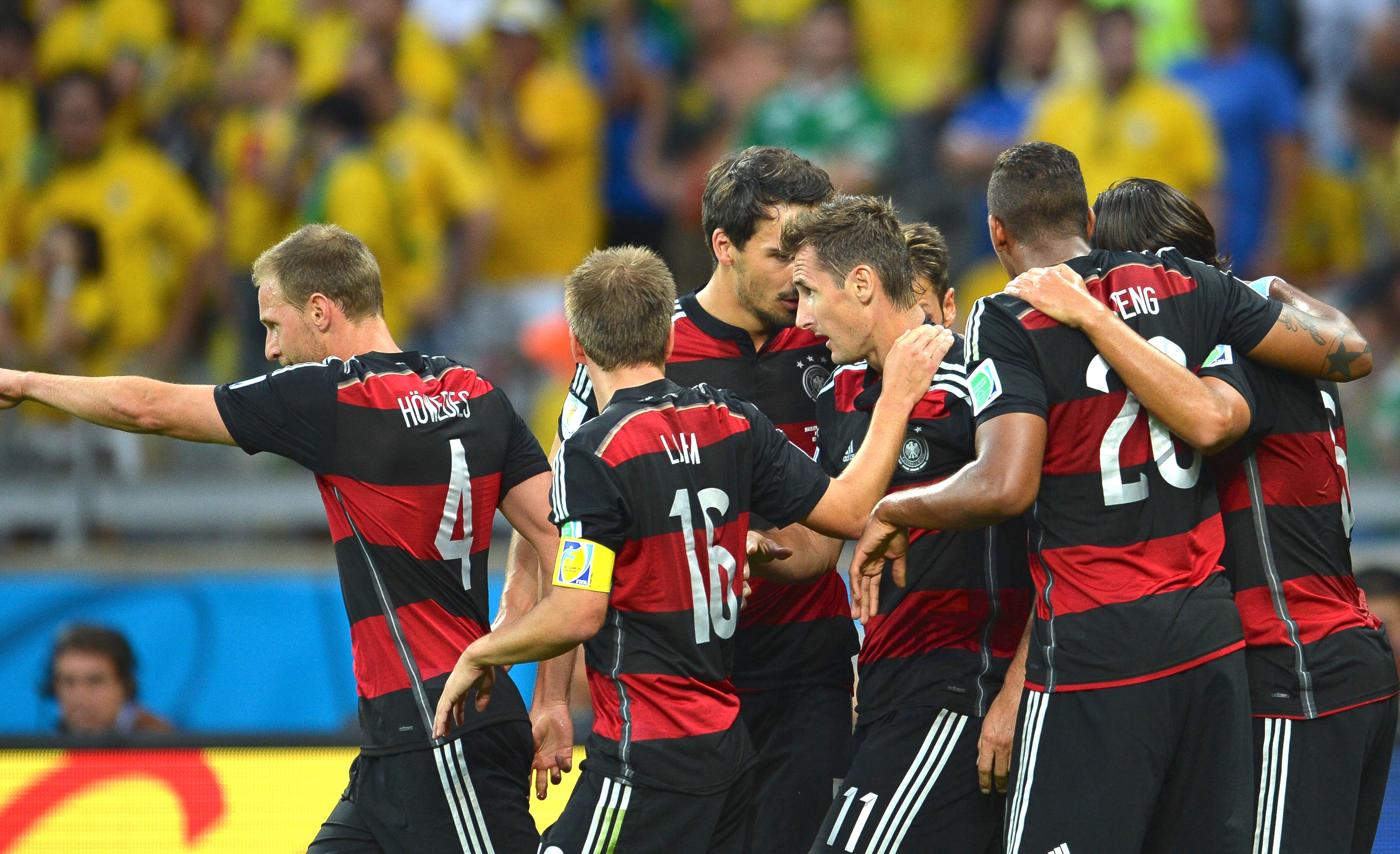
Germania celebrează după ce atacantul Miroslav Klose a marcat golul record cu numărul 16 la Campionatul Mondial de Fotbal, aducându-și echipa sa în avantaj de 2–0 în fața Braziliei

Această victorie a Germaniei reprezintă cea mai mare diferență de scor din istoria semifinalelor Campionatului Mondial de Fotbal. De asemenea, în urma acestui meci Germania a devenit echipa cu cele mai multe goluri înscrise la Campionatul Mondial, cu un total de 223 de goluri (la acel moment) depășind-o pe Brazilia care avea 221. Cel de-al doilea gol al Germaniei, marcat de Miroslav Klose, a fost al 16-lea său gol la Campionatul Mondial de Fotbal, depășindu-l pe brazilianul Ronaldo carea ave 15 goluri, și stabilind astfel un nou record. Înfrângerea Braziliei a întrerupt seria sa de 62 de meciuri fără înfrângere pe teren propriu în meciuri competitive, serie care a început încă din 1975, ultima echipă care o învinse acasă fiind Peru în Copa América 1975, cu scorul de 1–3. De asemenea, acest rezultat a egalat înfrângerea la cea mai mare diferență de scor din istoria naționalei Braziliei, o înfrângere cu 6–0 în fața Uruguayului în 1920.   
Meciul este considerat o umilire națională, și în consecință a fost botezat Mineiraço de către media braziliană, evocând spiritul lui Maracanaço, în care Brazilia surprinzător a pierdut acasă la Campionatul Mondial de Fotbal 1950 în fața Uruguayului.
După acest meci, Germania urma să câștige competiția, învingând în finală Argentina cu 1–0, în timp ce în meciul pentru locul 3 („finala mică”) Brazilia a mai suferit o înfrângere usturătoare cu 0–3 în fața Olandei, clasându-se într-un final pe locul 4.

## Detaliile meciului
| Brazilia  | 1–7    | Germania                                                          |
| --------- | ------ | ----------------------------------------------------------------- |
| Oscar 90' | Report | Müller 11' Klose 23' Kroos 24', 26' Khedira 29' Schürrle 69', 79' |

| Brazilia | Germania |

| P                   | 12 | Júlio César    |     |     |
| FD                  | 23 | Maicon         |     |     |
| FC                  | 4  | David Luiz (c) |     |     |
| FC                  | 13 | Dante          | 68' |     |
| FS                  | 6  | Marcelo        |     |     |
| CM                  | 5  | Fernandinho    |     | 46' |
| CM                  | 17 | Luiz Gustavo   |     |     |
| MD                  | 20 | Bernard        |     |     |
| MO                  | 11 | Oscar          |     |     |
| MS                  | 7  | Hulk           |     | 46' |
| AC                  | 9  | Fred           |     | 70' |
| Schimbări:          |    |                |     |     |
| P                   | 1  | Jefferson      |     |     |
| F                   | 2  | Dani Alves     |     |     |
| M                   | 8  | Paulinho       |     | 46' |
| F                   | 14 | Maxwell        |     |     |
| F                   | 15 | Henrique       |     |     |
| M                   | 16 | Ramires        |     | 46' |
| M                   | 18 | Hernanes       |     |     |
| M                   | 19 | Willian        |     | 70' |
| A                   | 21 | Jô             |     |     |
| P                   | 22 | Victor         |     |     |
| Antrenor:           |    |                |     |     |
| Luiz Felipe Scolari |    |                |     |     |

| P           | 1  | Manuel Neuer           |  |     |
| FD          | 16 | Philipp Lahm (c)       |  |     |
| FC          | 20 | Jérôme Boateng         |  |     |
| FC          | 5  | Mats Hummels           |  | 46' |
| LB          | 4  | Benedikt Höwedes       |  |     |
| MC          | 6  | Sami Khedira           |  | 76' |
| MC          | 7  | Bastian Schweinsteiger |  |     |
| MD          | 13 | Thomas Müller          |  |     |
| MO          | 18 | Toni Kroos             |  |     |
| MS          | 8  | Mesut Özil             |  |     |
| AC          | 11 | Miroslav Klose         |  | 58' |
| Schimbări:  |    |                        |  |     |
| P           | 12 | Ron-Robert Zieler      |  |     |
| F           | 2  | Kevin Großkreutz       |  |     |
| F           | 3  | Matthias Ginter        |  |     |
| A           | 9  | André Schürrle         |  | 58' |
| A           | 10 | Lukas Podolski         |  |     |
| M           | 14 | Julian Draxler         |  | 76' |
| F           | 15 | Erik Durm              |  |     |
| F           | 17 | Per Mertesacker        |  | 46' |
| M           | 19 | Mario Götze            |  |     |
| P           | 22 | Roman Weidenfeller     |  |     |
| M           | 23 | Christoph Kramer       |  |     |
| Antrenor:   |    |                        |  |     |
| Joachim Löw |    |                        |  |     |

| Omul meciului: Toni Kroos (Germania) Arbitri asistenți: Marvin Torrentera (Mexic) Marcos Quintero (Mexic) Arbitru de rezervă: Mark Geiger (SUA) Al cincilea oficial: Mark Hurd (SUA) | Regulile meciului: - 90 de minute. - 30 de minute de prelungiri dacă va fi necesar. - Serie de lovituri de departajare dacă scorul va rămâne egal. - Câte 12 jucători de rezervă. - Maximum 3 schimbări. |

### Statistici

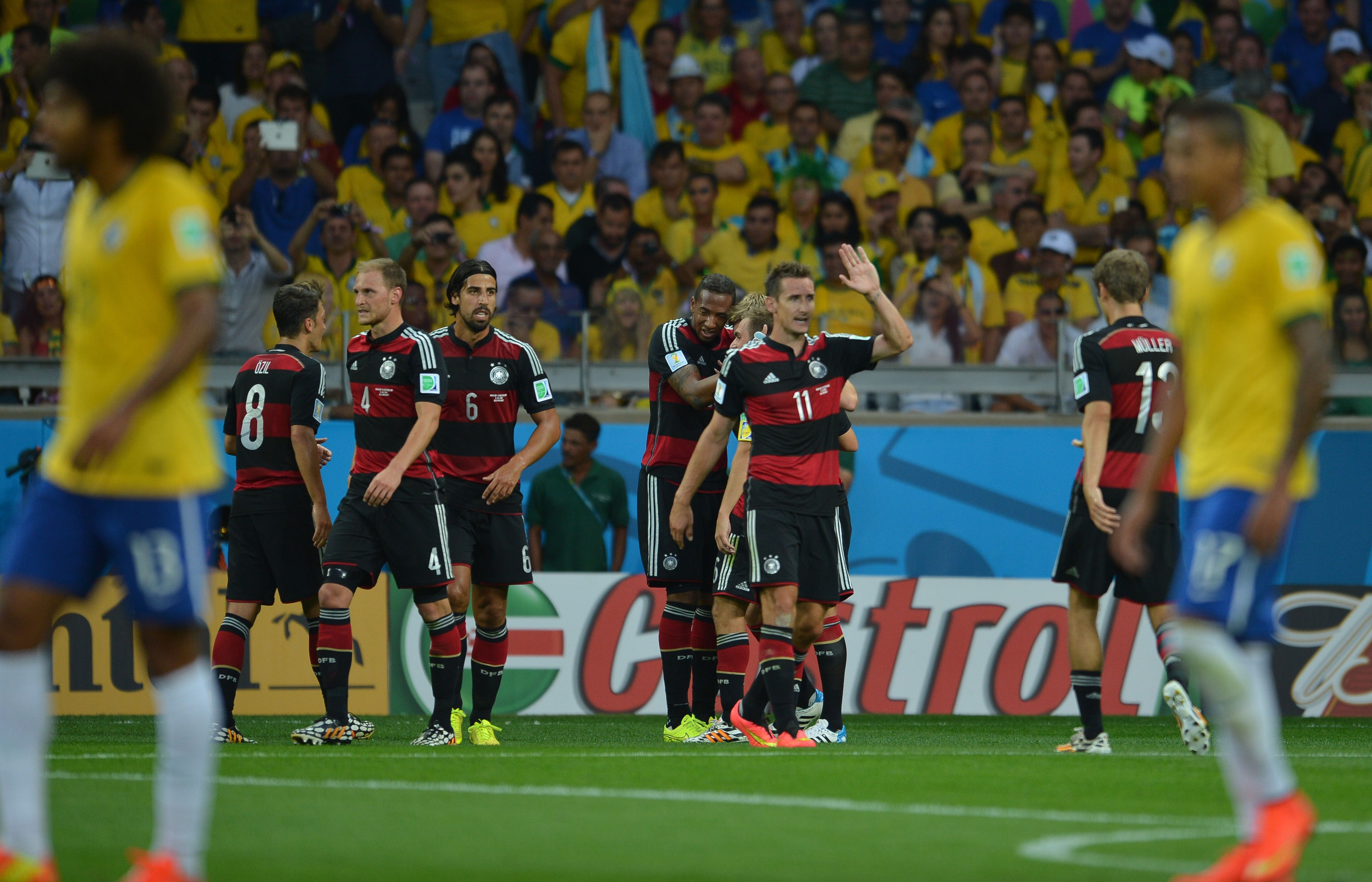
Jucătorii germani celebrând un gol

|                   | Brazilia | Germania |
| ----------------- | -------- | -------- |
| Goluri marcate    | 1        | 7        |
| Șuturi în total   | 18       | 14       |
| Șuturi pe poartă  | 8        | 10       |
| Posesia mingii    | 52%      | 48%      |
| Cornere           | 7        | 5        |
| Faulturi comise   | 11       | 14       |
| Offside-uri       | 3        | 0        |
| Cartonașe galbene | 1        | 0        |
| Cartonașe roșii   | 0        | 0        |

Sursa: FIFA.com Arhivat în 12 iulie 2014, la Wayback Machine.